# Hišna miš
Hišna miš, imenovana tudi domača miš (znanstveno ime Mus musculus), je zelo pogost glodavec in škodljivec v bivalnih prostorih človeka. Po območju razširjenosti je hišna miš takoj za človekom.
Spolno dozori v starosti 8–10 tednov, brejost traja 18–24 dni, v leglu pa je 3–8 mladičev. Miš se prehranjuje tudi z žiti in ostanki hrane.
Žival je pogosto uporabljena v bioloških in medicinskih raziskavah kot modelni organizem. V ta namen se običajno uporabljajo albine živali iz skrbno nadzorovanih vzrejnih linij.